# Günter Gattermann
Günter Gattermann (* 6. Mai 1929 in Aßlar; † 21. Dezember 2018 in Düsseldorf) war ein deutscher Bibliothekar und Historiker. Von 1970 bis zu seiner Pensionierung 1994 leitete er die Universitäts- und Landesbibliothek Düsseldorf.

## Leben
Gattermann studierte Geschichte, Klassische Philologie, Englisch und Philosophie an der Johann Wolfgang Goethe-Universität Frankfurt am Main. 1956 promovierte er. Nach einer Beschäftigung an der Universitätsbibliothek Johann Christian Senckenberg wurde er 1961 Bibliotheksdirektor an der Bergakademie Clausthal, wo er die spätere Universitätsbibliothek aufbaute.
1970 wurde er Leitender Bibliotheksdirektor an der Universität Düsseldorf und baute aus den Beständen der ehemaligen Stadt- und Landesbibliothek die neue Universitäts- und Landesbibliothek auf. 1975 wurde er durch die Universität zum Honorarprofessor ernannt. Ab 1994 war Gattermann im Ruhestand.
Im Ruhestand war er an verantwortlicher Stelle daran beteiligt, aus der ehemaligen Sächsischen Landesbibliothek und der Universitätsbibliothek der TU Dresden die Sächsische Landesbibliothek – Staats- und Universitätsbibliothek Dresden zu gründen. Er leitete 1995/96 die Integrationskommisson und war 1996 erster kommissarischer Generaldirektor der SLUB Dresden. Im Januar 1997 wurde Jürgen Hering sein Nachfolger als Generaldirektor.

## Schriften (Auswahl)
- Günter Gattermann: Die deutschen Fürsten auf der Reichsheerfahrt: Studien zur Reichskriegsverfassung der Stauferzeit. Univ., Diss.--Frankfurt am Main, 1956.Günter Gattermann (Hrsg.): Katalog der Thomas-Mann-Sammlung. Francke, Bern, ISBN 3-317-01770-8 (In neun Bänden.).
- Günter Gattermann: Hundert Jahre „Historische Zeitschrift“ 1859–1959. In: Börsenblatt für den deutschen Buchhandel : Frankfurt am Main und Leipzig. Band 16, Nr. 62, 1960, S. 1301–1310.
- Günter Gattermann: Shared cataloguing networks in the Federal Republic of Germany: Some problems of planning and realization. In: Libri : international journal of libraries and information services. Band 35, Nr. 3, 1985, S. 191–201.
- Günter Gattermann, Hans Marwald (Hrsg.): Universitätsbibliothek: Beiträge zur feierlichen Übergabe des Neubaus am 26. November 1979. Pressestelle der Univ. Düsseldorf, Düsseldorf 1980, S. 113.
- als Hrsg.: Handschriftencensus Rheinland. 3 Bände, Wiesbaden 1993 (= Schriften der Universitäts- und Landesbibliothek Düsseldorf. Band 18).
- Gert Kaiser (Hrsg.): Bücher für die Wissenschaft: Bibliotheken zwischen Tradition und Fortschritt; Festschrift für Günter Gattermann zum 65. Geburtstag. Saur, München 1994, ISBN 3-598-11205-X, S. 562.